# Eurybia silaceana
Eurybia silaceana is een vlindersoort uit de familie van de prachtvlinders (Riodinidae), onderfamilie Riodininae.
Eurybia silaceana werd in 1924 beschreven door Stichel.